# گاندی و گودسه - یک جنگ
گاندی و گودسه - یک جنگ (انگلیسی: Gandhi Godse – A War Yudh) ((به هندی: Gandhi Godse – Ek Yudh)) فیلم هندی تاریخی هندی-زبان، محصول سال ۲۰۲۳ است که توسط راجکومار سانتوشی نوشته و کارگردانی شد وتوسط مانیلا سانتوشی ساخته شد. بازیگران اصلی دیپاک آنتانی و چینمی ماندلکار هستند. ماجرای فیلم در ارتباط با ماجرای غیرواقعی و تخیلی است که طی آن مهاتما گاندی از ترور خود نجات پیدا می‌کند و بعد نه تنها تصمیم می‌گیرد ناتورام گودسه، فردی که تصمیم به قتل او گرفته‌است، را ببخشد بلکه با او به معاشرت می‌پردازد.